# Польська-Весь (Гнезненський повіт)
Польська-Весь (пол. Polska Wieś) — село в Польщі, у гміні Клецько Гнезненського повіту Великопольського воєводства.
Населення — 232 особи (2011).
У 1975-1998 роках село належало до Познанського воєводства.

## Демографія
Демографічна структура станом на 31 березня 2011 року:
|          | Загалом | Допрацездатний вік | Працездатний вік | Постпрацездатний вік |
| -------- | ------- | ------------------ | ---------------- | -------------------- |
| Чоловіки | 116     | 32                 | 79               | 5                    |
| Жінки    | 116     | 33                 | 66               | 17                   |
| Разом    | 232     | 65                 | 145              | 22                   |